# Crepuscolo a Porta Romana
Crepuscolo a Porta Romana noto anche semplicemente come Crepuscolo è un'opera d'arte dipinta a olio su tela (90x120 cm) realizzata nel 1909 dal pittore Umberto Boccioni a Milano nel suo studio di Via Adige, nei pressi di Porta Vigentina-Via Ripamonti.
L'opera si collega all'analisi del territorio di Porta Romana e della sua crescita innovativa e moderna proseguendo la sua ricerca artistica già iniziata con Officine a Porta Romana.